# Paratetrapedia swainsonae
Paratetrapedia swainsonae là một loài Hymenoptera trong họ Apidae. Loài này được Cockerell mô tả khoa học năm 1909.